# 2013-as Budapest Grand Prix
A 2013-as Budapest Grand Prix női tenisztornát Budapesten rendezték meg 2013. július 8. és 14. között. A verseny International kategóriájú, összdíjazása 235 000 dollár volt. A mérkőzéseket a Római Teniszakadémia salakos pályáin játszották, 2013-ban tizenkilencedik alkalommal.

## Döntők

### Egyéni
Simona Halep –  Yvonne Meusburger 6–3 , 6–7(7), 6–1

### Páros
Andrea Hlaváčková /  Lucie Hradecká –  Nyina Bratcsikova /  Ana Tatisvili 6–4, 6–1

## Világranglistapontok
| Eredmény    | Egyéni | Páros |
| ----------- | ------ | ----- |
| Győzelem    | 280    | 280   |
| Döntő       | 200    | 200   |
| Elődöntő    | 130    | 130   |
| Negyeddöntő | 70     | 1     |
| 16 között   | 30     | –     |
| 32 között   | 1      | –     |

## Pénzdíjazás
A torna összdíjazása a többi International versenyhez hasonlóan 235 000 amerikai dollár volt. Az egyéni bajnok 40 000 dollárt, a győztes páros együttesen 11 500 dollárt kapott. Selejtezőket nem rendeztek.
| Eredmény    | Egyéni   | Páros    |
| ----------- | -------- | -------- |
| Győzelem    | 40 000 $ | 11 500 $ |
| Döntő       | 20 000 $ | 6000 $   |
| Elődöntő    | 10 425 $ | 3200 $   |
| Negyeddöntő | 5500 $   | 1700 $   |
| 16 között   | 3100 $   | –        |
| 32 között   | 1800 $   | –        |